# 122 Pułk Fizylierów (Cesarstwo Niemieckie)
122 Puk Fizylierów im. Cesarza Austrii i Króla Węgier Franciszka Józefa I (4 Wirtemberski) (niem. Füsilier-Regiment „Kaiser Franz Josef von Österreich, König von Ungarn“ (4. Württembergisches) Nr. 122)  – pułk piechoty niemieckiej okresu Cesarstwa Niemieckiego.

## Historia
Pułk został sformowany 10 listopada 1806. Stacjonował w Heilbron i Bad Mergentheim . Wchodził w skład XIII Korpusu Armijnego .
W wyniku mobilizacji, w sierpniu 1914 pułk osiągnął gotowość bojową i w składzie 52 Brygady Piechoty 26 Dywizji został wysłany na front zachodni.

## Bibliografia

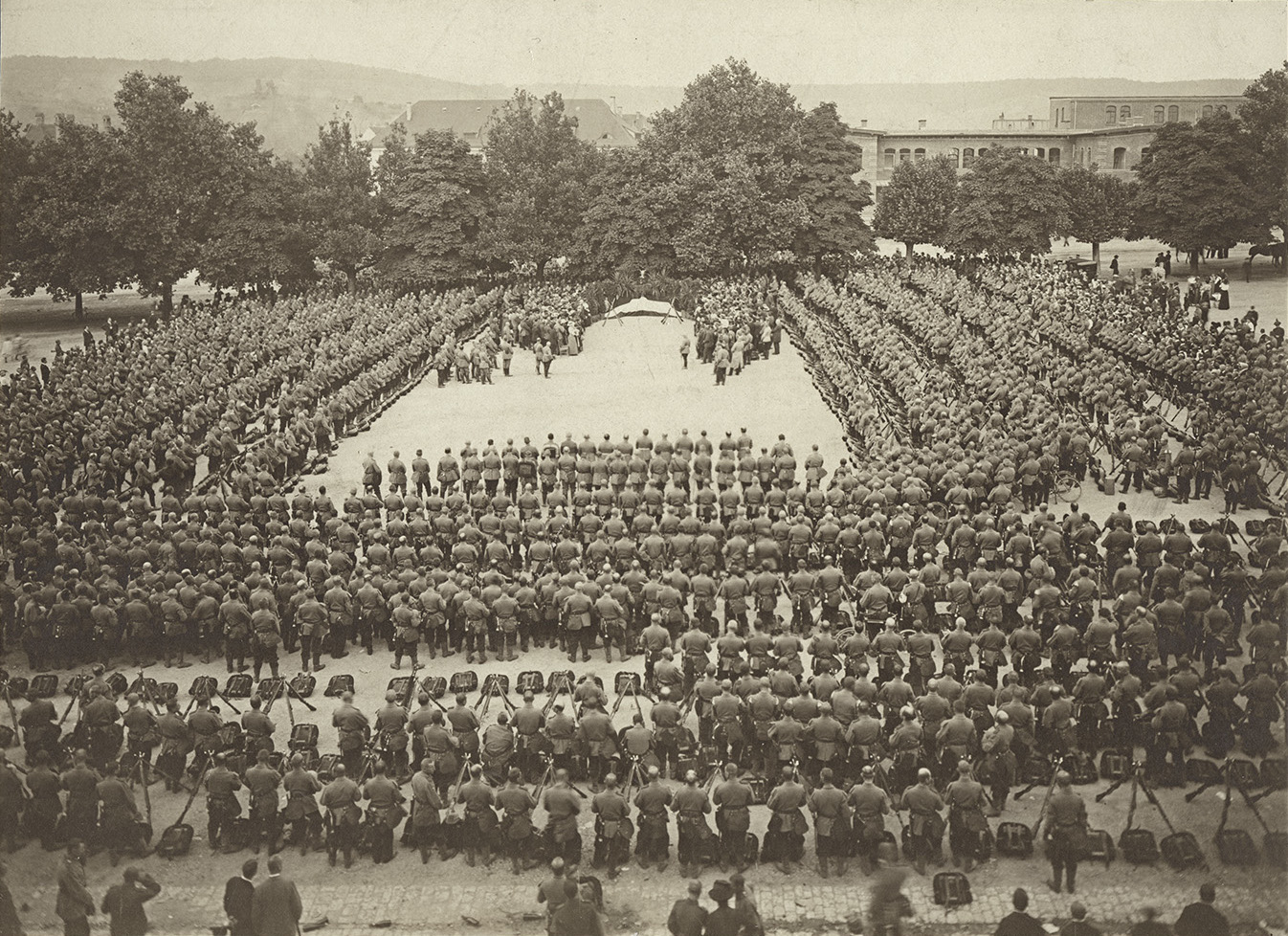
Żołnierze pułku